# Dzikie historie
Dzikie historie (hiszp. Relatos salvajes) – argentyński film z 2014 roku z gatunku czarnej komedii z elementami thrillera w reżyserii Damiána Szifrona. Jest to najpopularniejszy film w historii argentyńskiego kina. Był nominowany do Oscara w kategorii najlepszy film nieanglojęzyczny.

## Fabuła
Film składa się z sześciu krótkich, oddzielnych historii, przedstawiających spokojne na co dzień osoby, które w pewnym momencie tracą nerwy:
1. Pasternak: Kobieta podczas lotu samolotem rozmawia ze współpasażerem. Okazuje się, że oboje znają mężczyznę o nazwisku Pasternak. Wkrótce odkrywają, że wszystkie osoby w samolocie coś łączy.
2. Las Ratas (hiszp. Szczury): Kelnerka w restauracji obsługuje klienta i rozpoznaje w nim mężczyznę, który zniszczył jej rodzinę i spowodował samobójstwo jej ojca. Razem z kucharką zastanawiają się, czy się na nim nie zemścić.
3. El más fuerte (hiszp. Najsilniejszy): Mężczyzna jadąc autostradą chce wyprzedzić samochód, jednak drugi kierowca nie pozwala mu na to cały czas zajeżdżając mu drogę. Prowadzi to do kłótni obu mężczyzn, a wkrótce także do przemocy.
4. Bombita (hiszp. Bombka): Inżynier spieszy się na urodziny córki, jednak jego samochód zostaje odholowany. By go odzyskać, udaje się na parking, gdzie kłóci się, że auto nie było źle zaparkowane. W końcu spóźnia się na urodziny córki, co powoduje kryzys w jego małżeństwie. Kiedy jego samochód zostaje odholowany po raz kolejny, nie wytrzymuje i postanawia zemścić się w podstępny sposób.
5. La Propuesta (hiszp. Propozycja): Syn z bogatej rodziny, jadąc samochodem, potrącił ciężarną kobietę i uciekł z miejsca wypadku. Kiedy przyznaje się przed rodzicami, co zrobił, ojciec dzwoni do swojego prawnika. Wspólnie proponują ogrodnikowi, by w zamian za dużą sumę pieniędzy poszedł do więzienia zamiast syna.
6. Hasta que la muerte nos separe (hiszp. Dopóki śmierć nas nie rozłączy): Podczas wesela panna młoda odkrywa, że jej nowo poślubiony mąż zdradził ją z jedną z kobiet obecnych na przyjęciu. Między młodą parą wybucha kłótnia i wesele wymyka się spod kontroli.

## Obsada
| - Ricardo Darín jako Simón Fischer (Bombita) - Oscar Martínez jako Mauricio Pereyra (La propuesta) - Leonardo Sbaraglia jako Diego Iturralde (El más fuerte) - Érica Rivas jako Romina (Hasta que la muerte nos separe) - Rita Cortese jako kucharka (Las ratas) - Julieta Zylberberg jako kelnerka (Las ratas) - Darío Grandinetti jako Salgado (Pasternak) | - Nancy Dupláa jako Victoria Malamud (Bombita) - Osmar Núñez jako adwokat (La propuesta) - Germán de Silva jako ogrodnik Jose (La propuesta) - César Bordón jako Cuenca (Las ratas) - Diego Gentile jako Ariel (Hasta que la muerte nos separe) - María Marull jako Isabel (Pasternak) - Walter Donado jako Mario (El más fuerte) |

## Odbiór
Film otrzymał w większości pozytywne opinie od krytyków. W serwisie Rotten Tomatoes zdobył 95% i certyfikat świeżości z opinią: Okrutnie śmieszny i uroczo obłąkany, Dzikie Historie to wywrotowa satyra, a jednocześnie równie zabawna antologia filmowa.
Dzikie historie cieszyły się dużą popularnością w kinach, szczególnie w Argentynie i stały się najpopularniejszym filmem w historii tego kraju.
Po katastrofie samolotu Germanwings w marcu 2015 pojawiły się spekulacje jakoby pilot, który popełnił samobójstwo mógł inspirować się jedną ze scen z filmu Dzikie historie. Po tym wydarzeniu w niektórych brytyjskich kinach przed pokazami filmu wyświetlano ostrzeżenie, że w związku z katastrofą samolotu scena może wywołać u niektórych widzów uczucie dyskomfortu oraz że wszelkie podobieństwa z prawdziwymi zdarzeniami są przypadkowe.

## Nagrody
Film otrzymał następujące nagrody i nominacje:
- nominacja do Oscara w kategorii najlepszy film nieanglojęzyczny
- udział w konkursie głównym na festiwalu w Cannes
- nominacja do nagrody Critics’ Choice w kategorii najlepszy film zagraniczny
- nominacja do Satelity w kategorii najlepszy film zagraniczny
- nagroda publiczności na festiwalu w San Sebastián